# Langeøya
Langeøya est une  île du Svalbard dans le Détroit d'Hinlopen. Elle fait partie de l'archipel des Bastianøyane dont elle est la  plus grande île.

## Géographie
L'île est toute en longueur (6 km), orientée est-ouest, alternant falaises et bancs de sable.
Les îles les plus proches sont celles de Ehrenbergøya, située 500 m au nord et Pescheløya, située 900 m au sud-ouest. 
La pointe nord-ouest est nommée Doveneset (d'après Heinrich Wilhelm Dove, physicien allemand), la pointe sud-ouest est nommée Langesporden. Les sommets des falaises ne sont, quant à eux, pas nommés, comme dans la plupart des îles de l'archipel.

## Géologie
Elle est formée de falaises de basalte. À l'est comme à l'ouest, l'île atteint les 56 m d'altitude. Les falaises plus au centre atteignent 40 m. 

## Histoire
L'île a été découverte en 1867 par Nils Fredrik Rønnbeck, un explorateur polaire suédo-norvégien, le premier à réussir à faire le tour du Spitzberg en bateau.
L'île a été nommée lors de la première expédition polaire allemande en 1868. L'île doit son nom à Heinrich Lange, un cartographe allemand.

## Faune
La faune de l'île se résume principalement aux ours polaires.